# Barbenuta
Barbenuta est un village de la province de Huesca, situé à proximité de Biescas, à 1 185 mètres d'altitude. Il compte aujourd'hui huit habitants. L'église du village est dédiée à saint Martin.